# Lamberto Baldi
Lamberto Baldi (Orvieto, 1895-Montevideo, 1979) fue un director de orquesta, profesor y compositor italiano de destacada actuación en el Uruguay al frente de la Orquesta Sinfónica del SODRE.
Nació en Orvieto, Italia, donde cursó estudios musicales, perfeccionándose luego en Florencia con el compositor Ildebrando Pizzetti.
Comenzó su trayectoria de director en Europa (Italia, Francia, España y Portugal), emigrando en 1926 a Sudamérica, donde desarrolló la mayor parte de su intensa actividad.
Fue director de la Sociedad de Conciertos Sinfónicos de San Pablo (Brasil) entre 1926 y 1931, director estable de la Orquesta Sinfónica del SODRE entre 1932 y 1942, y nuevamente en 1951-1953.
Tuvo destacada actuación en Buenos Aires -en el Teatro Colón y en la Asociación Wagneriana-, y fue director estable de la Orquesta Sinfónica Municipal de esa ciudad entre 1947 y 1949.
Entre 1962 y 1963, organizó la orquesta de cámara de la Fundación Caloustre Gulbenkian en Lisboa. Sus preocupaciones se centraron siempre en lograr un cuerpo sinfónico homogéneo y del más alto nivel técnico y musical, y en la difusión de la creación musical contemporánea; tuvo a su cargo importantes estrenos de Debussy, Hindemith, Honegger, Stravinsky, Fabini y Tosar.
Fue el orquestador de la Euridice de Jacopo Peri, cuyo estreno mundial se llevó a cabo en Montevideo en 1949.
Su producción como compositor es pequeña: dos óperas y algunas obras sinfónicas y corales.
Ejerció la docencia de la composición, contando entre sus discípulos a Héctor Tosar y Mozart Camargo-Guarnieri. Su última actuación al frente de la OSSODRE tuvo lugar el 7 de agosto de 1965.
Falleció en Montevideo.